# Jimmy Destri
Jimmy Destri (de son vrai nom James Mollica), né le 13 avril 1954  à New York, est un musicien américain.
Il jouait du piano et du synthétiseur dans le groupe de rock Blondie et est l'auteur ou coauteur de certains morceaux de ce groupe.